# Тирс
В гръцката митология Тирсът (на старогръцки: θύρσος) е религиозен инструмент, жезъл. Състои се от дълга пръчка, увита с бръшлян или лозови листа, на чийто връх има шишарка. Пръчката е изготвена от стеблото на гигантски копър (Ferula communis). Характерен елемент е за култа към Дионис. Самият бог и неговите вакханки често биват изобразявани с тирс в ръка.